# 真波みお
真波 みお（まなみ みお、2007年5月4日 - ）は、タレント。ホリプロデジタルエンターテインメント所属。
まお＊maoの名で、YouTuberとしても活動。

## 人物
小学4年生から「フォートナイト」を始める。
Fortniteなどのゲームを中心に女性ゲーム実況配信者として10代から40代まで幅広く支持されてきた。
これまで顔出しをしない形で活動してきたが2022年7月18日放送のテレビ東京系『ネクスポッ！』に出演し、番組の中で顔出しを解禁した。

## 大会実績
- フォートナイト 公式大会「Crazy Raccoon Cup」2021年第9回大会 準優勝